# همه جا با تو
همه جا تو (به ترکی استانبولی: Her Yerde Sen) یک سریال کمدی ساخت ترکیه به کارگردانی اندر میلار است، که توسط دنیز یشیلگن و اسرا چتک ییلمازر نوشته شده‌است. قسمت اول آن در ۱۴ ژوئن ۲۰۱۹ اکران شده‌است. موسیقی عمومی این سریال متعلق به زینب باستیک است. این سریال در ۲۳ نوامبر ۲۰۱۹ پایان یافت. سریال جایزه بهترین سریال کمدی رمانتیک را در بیست و چهارمین مراسم جوایز لنز طلایی از آن خود کرد. در چهل و ششمین دوره جوایز پروانه طلایی در سال ۲۰۲۰، زوج دمیر و لروکس (سلین) با بازی فورکان آندیچ و ایبوکه پوسات  جایزه بهترین زوج سریال را از آن خود کردند.
این سریال از شبکه‌های جم با نام لروکس پخش شد.

## بازیگران
| بازیگر              | نقش                 | قسمت‌ها |
| ------------------- | ------------------- | ------ |
| فورکان آندیچ        | Demir Erendil       | ۱–۲۳   |
| ایبوکه پوسات        | Selin Sever Erendil | ۱–۲۳   |
| Ali Yağcı           | Burak Yangel        | ۱–۲۳   |
| Aslıhan Malbora     | Ayda Akman          | ۱–۲۳   |
| Ali Gözüşirin       | İbrahim Tunç / İbo  | ۱–۲۳   |
| Deniz Işın          | Merve Mutlu         | ۱–۲۳   |
| Eylül Su Sapan      | Alara Giritli       | ۱–۲۳   |
| Ali Barkın          | Bora Duru           | ۱–۲۳   |
| Cem Cücenoğlu       | Muharrem Usta       | ۱–۲۳   |
| Fatih Özkan         | Ferruh Özerdim      | ۱–۲۳   |
| Ayfer Tokatlı       | Azmiye Boşgeçmez    | ۱–۲۳   |
| Aziz Caner İnan     | Vedat Ayhan         | ۱–۲۳   |
| Ayşe Tunaboylu      | Leyla Günebakan     | ۱–۲۳   |
| Binnur Şerbetçioğlu | Firuze Günebakan    | ۱–۲۳   |
| Beste Kökdemir      | Eylül Gündüzeli     | ۱۴–۲۳  |

## زمان پخش
| فصل   | روز و ساعت پخش  | آغاز فصل     | قسمت پایانی    | تعدا قسمت‌ها | فاصلهٔ قسمت‌ها | سال  | شبکه |
| ----- | --------------- | ------------ | -------------- | ----------- | ------------ | ---- | ---- |
| فصل ۱ | جمعه/شنبه ۲۰:۰۰ | ۱۴ ژوئن ۲۰۱۹ | ۲۳ نوامبر ۲۰۱۹ | ۲۳          | ۲۳–۱         | ۲۰۱۹ | فاکس |